# Boří les

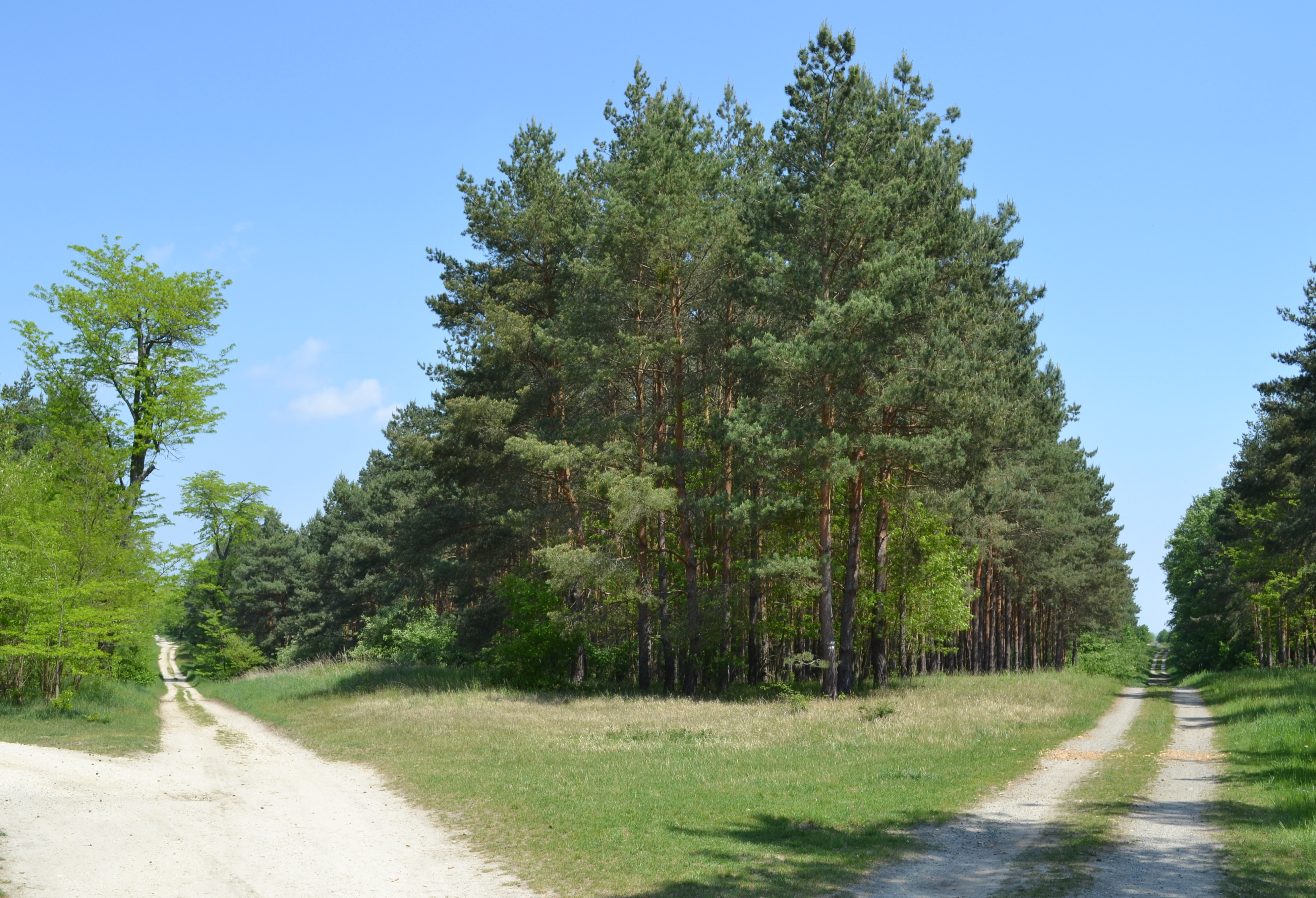
Boří les, rozcestí Ladenská alej

Boří les (něm. Theimwald, také v doslovném překladu Föhrenwald) je umělý lesní komplex na jihu Moravy (historicky Dolní Rakousy) mezi Valticemi a Břeclaví. Jihovýchodním výběžkem přesahuje do Rakouska na katastr Bernhardsthalu (jako Föhrenwald).
Je součástí Lednicko-valtického areálu. Byl založen rodem Lichtenštejnů na neúrodné písčité terase. Tvoří jej převážně teplomilné listnaté dřeviny a borovice. Nachází se v něm salety Dianin chrám, kaple sv. Huberta a Tři Grácie. Na kraji lesa přilehlém k Poštorné se od 19. století těžily keramické jíly.

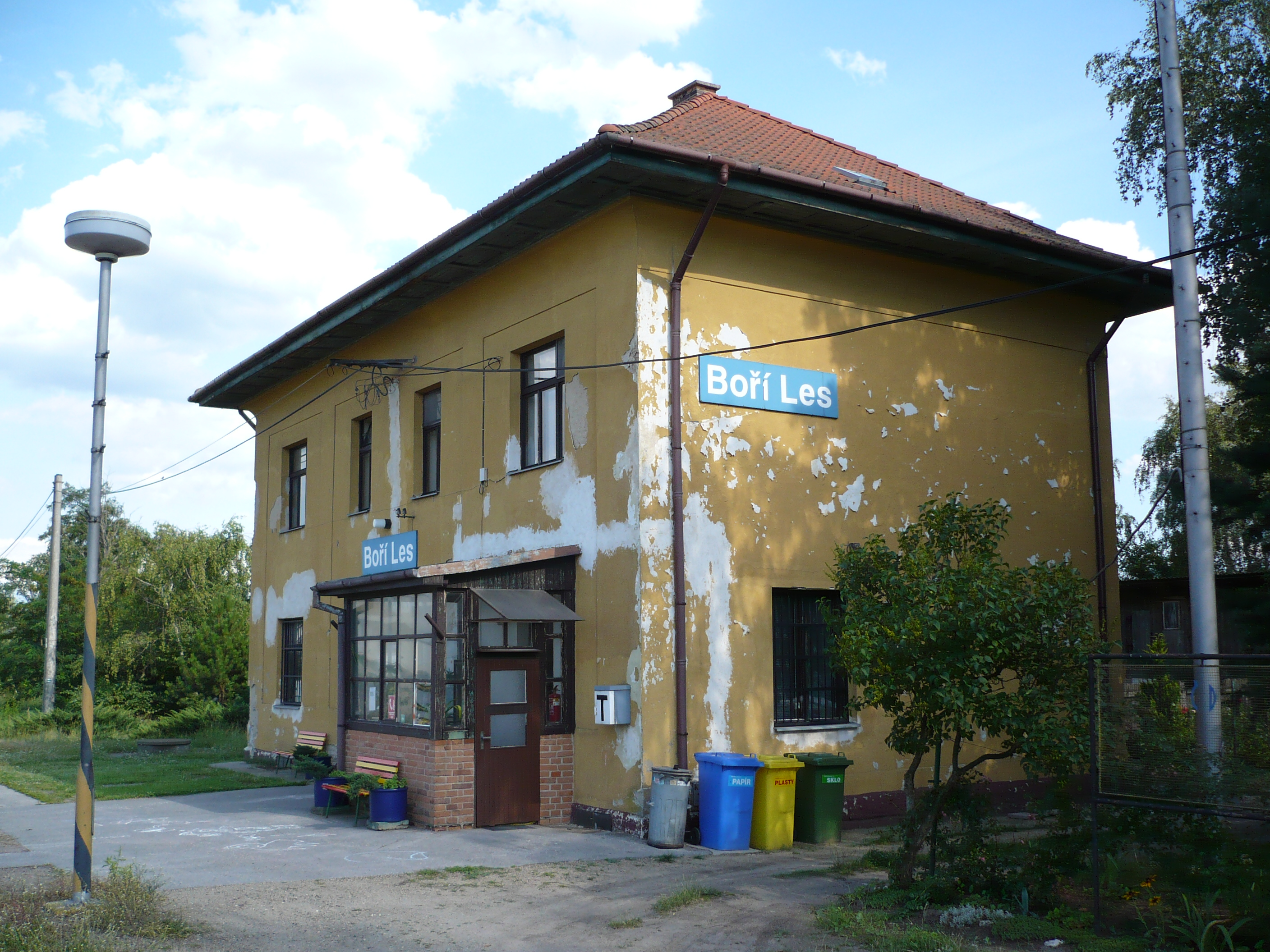
Stanice Boří les

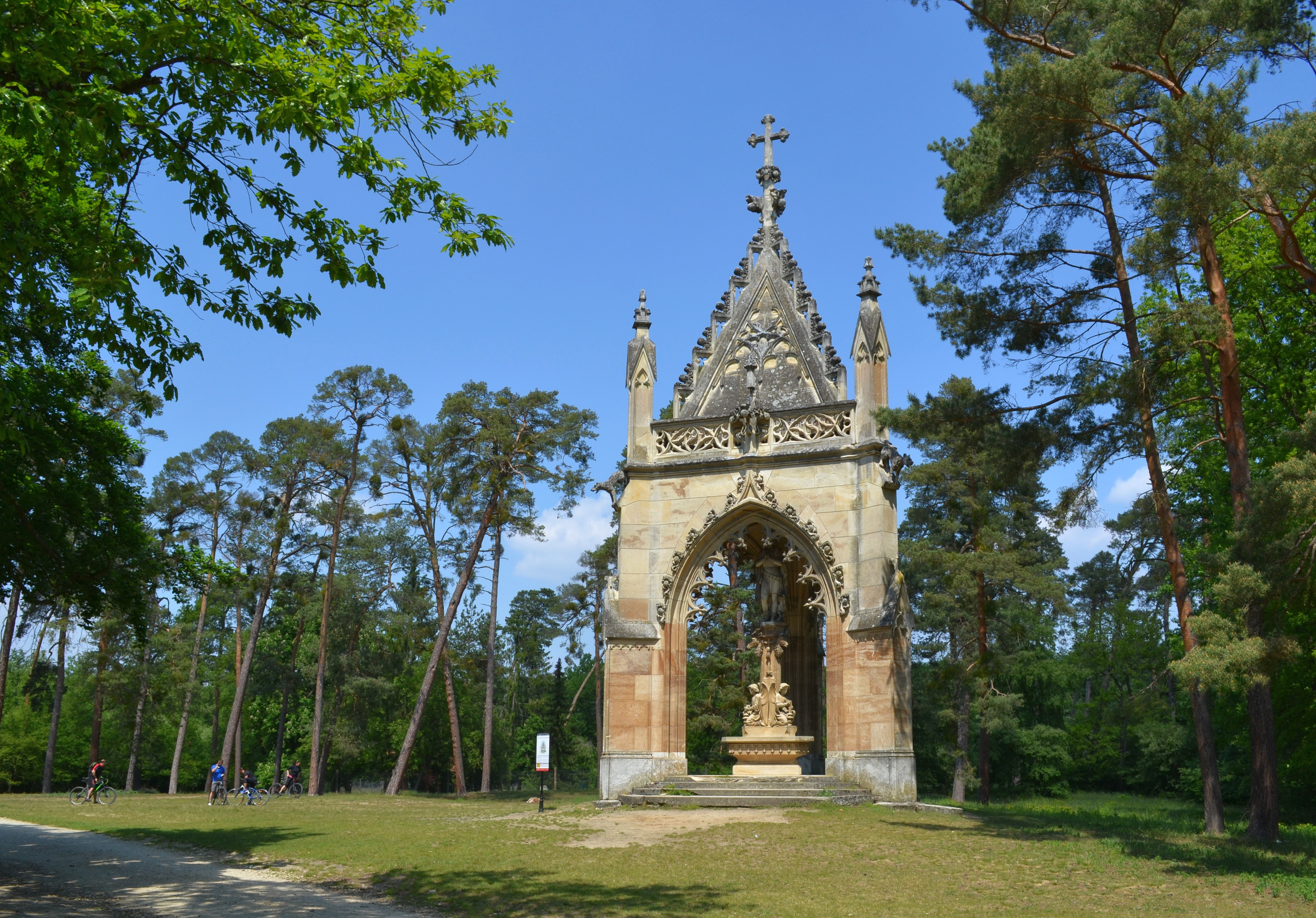
kaple sv. Huberta

Boří les se nazývá také přilehlá železniční stanice č. 332155, která se nachází v katastru břeclavské místní části Poštorná. Stanice leží na železniční trati Břeclav–Znojmo, z níž zde odbočuje trať do Lednice a je do ní zapojena vlečka společnosti Fosfa.

## Vojenská historie
Po obvodu lesa se nachází řada staveb československého opevnění z konce 30. let 20. století.
V jihovýchodní části lesa, zejména v prostoru mezi tratí 246 a silnicí I/55 k hraničnímu přechodu Poštorná/Reintal, dlouho dělalo problémy množství nevybuchlé munice, která zde byla rozmetána koncem druhé světové války při likvidaci muniční továrny.
Za druhé světové války v Bořím lese fungovala německá muniční továrna s vlastní železniční vlečkou. Na konci války v továrně zůstávalo množství vyrobeného střeliva, přičemž sovětská armáda do továrny navezla ještě značné množství munice ukořistěné a následně ji odpálila. Místo její likvidace dosáhli pouze toho, že výbuch nevybuchlou munici rozmetal do širokého okolí. Od 70. let les systematicky čistil pyrotechnik František Mácha. Zlikvidoval desítky tisíc kusů munice. V letech 1991–2002 stát nechal vyčistit dalších 250 hektarů lesa. Pyrotechnici se do lesa vrátili v roce 2015, tentokrát s cílem jej vyčistit celý. Do začátku roku 2024 prohledali téměř 387 hektarů lesa a našli 46 850 kusů munice. Dokončení prací je plánováno na rok 2026.

## Maloplošná chráněná území v Bořím lese
- Národní přírodní památka Rendez-vous
- Přírodní rezervace Františkův rybník